# Straßenbahn Jablonec nad Nisou

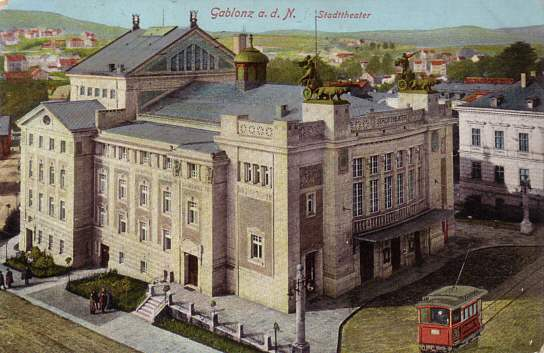
Stadttheater mit Straßenbahnzug der Linie Brandl–Schlag (um 1911)

Die Straßenbahn Jablonec nad Nisou war ein meterspuriger Straßenbahnbetrieb im heutigen Tschechien. Das Netz erschloss die Stadt Jablonec nad Nisou (Gablonz an der Neiße) mit ihren Vororten und führte darüber hinaus bis nach Janov nad Nisou (Johannesberg), Rychnov (Reichenau) und Liberec (Reichenberg). Der Straßenbahnverkehr im Stadtnetz wurde am 31. März 1965 nach außergewöhnlich starken Schneefällen eingestellt und nachher nie wieder aufgenommen. Heute existiert lediglich noch die Überlandlinie Liberec–Jablonec nad Nisou mit ihrem peripheren Endpunkt „Tyršovy sady“.
Mit einer maximalen Neigung von 108,5 Promille befand sich im Netz der Straßenbahn Jablonec nad Nisou der steilste Streckenabschnitt einer Straßenbahn in der Tschechoslowakei und dem heutigen Tschechien.

## Geschichte

### Vorgeschichte und Bau
Beim Bau der Süd-Norddeutschen Verbindungsbahn im Jahr 1859 blieb Gablonz aus topografischen Gründen unberücksichtigt. Der nächste Bahnhof der Strecke lag in Reichenau, etwa fünf Kilometer Luftlinie entfernt. Auch die 1893 eröffnete Lokalbahn Reichenberg–Gablonz konnte die Verkehrsverhältnisse nur unwesentlich verbessern. In jener Zeit entwickelte der Gablonzer Fabrikbesitzer Gustav Hoffmann ein Projekt zur Errichtung eines elektrisch betriebenen Kleinbahnnetzes, das am 27. November 1895 der Öffentlichkeit vorgestellt wurde. Vorgesehen waren zwei Linien mit einer Betriebslänge von 21,310 Kilometer.
Die Konzession „zum Baue und Betriebe einer mit elektrischer Kraft zu betreibenden schmalspurigen Kleinbahn im Gebiete der Stadt Gablonz und Umgebung“ erhielt Gustav Hoffmann am 6. September 1898. Teil der Konzession war die Verpflichtung, den Bau der Strecke nach Erhalt der Baugenehmigung sofort zu beginnen und binnen ein und einem halben Jahre fertigzustellen. Die Konzessionsdauer war auf 60 Jahre bis zum 6. September 1958 festgesetzt. Noch im gleichen Jahr begannen die Bauarbeiten durch die Firma Stumm von Trauenfels.

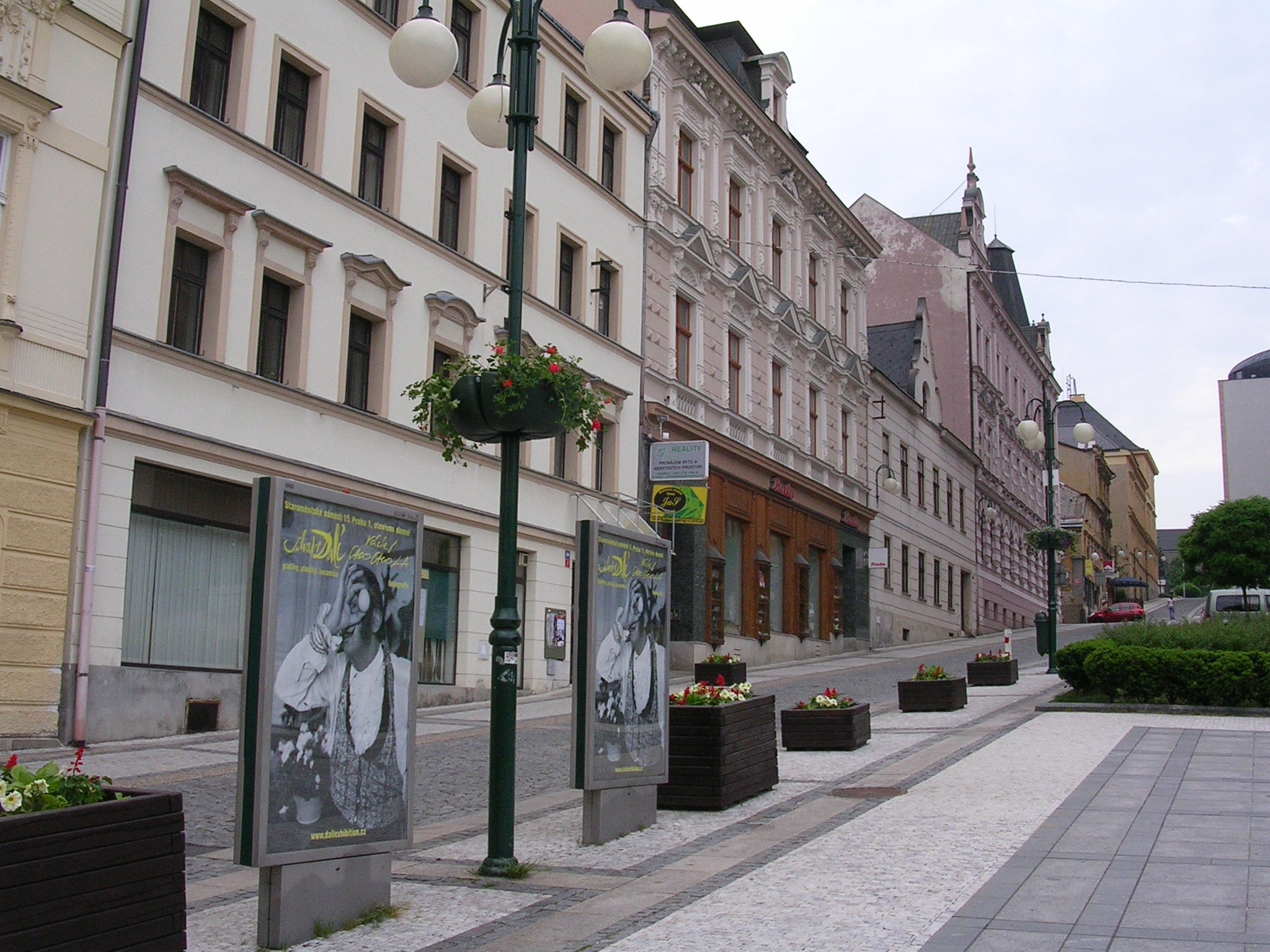
In der Kubálkova im Hintergrund lag der mit über 108 Promille steilste Streckenabschnitt. (2008)

Am 13. Juni 1899 wurde die Gablonzer Straßenbahn- und Elektrizitätsgesellschaft als Betreiber gegründet. Der erste Abschnitt wurde am 7. Februar 1900 feierlich eröffnet, das gesamte Netz war im September 1900 fertiggestellt. Die Strecken waren durchweg eingleisig in Straßenseitenlage mit Ausweichen ausgeführt. Das zentrale Depot befand sich in Gablonz an der Wiener Straße, eine kleinere Wagenhalle am Endpunkt Johannesberg. In der Gablonzer Gewerbegasse (heute: Kubálkova) befand sich der steilste Abschnitt des Streckennetzes. Er wies auf 60 Metern Streckenlänge eine Neigung von 108,5 Promille auf.
Eröffnungsdaten:
- 7. Februar 1900: Reichenau–Alter Markt (9,310 km)
- 4. April 1900: Lindengasse–Alter Markt–Neudorfer Straße (1,72 km)
- 10. Mai 1900: Brandl–Lindengasse (1,37 km)
- 12. Mai 1900 Alter Markt–Reinowitz (3,0 km)
- 5. September 1900: Reinowitz–Johannesberg (3,188 km) und Brandl–Reinowitz (2,249 km)
- 27. September 1900: Wiener Straße–Hauptbahnhof (0,420 km)

Am 17. August 1904 erhielt die Gablonzer Straßenbahn- und Elektrizitätsgesellschaft noch die Konzession für die Netzerweiterung von der Neudorfer Straße nach Schlag. Am 1. September 1904 wurde die Strecke eröffnet, deren Bau bereits am 12. Juni 1904 begonnen wurden war. Die Straßenbahngesellschaft firmierte nun als Gablonzer Elektrische Bahnen, kurz G.E.B.
Fortan wurden folgende Linien mit einer Gesamtlänge von 22,775 km bedient:
- Reichenau–Puletschnei–Kukan–Seidenschwanz–Alter Markt–Grünwald–Reinowitz–Lautschnei–Johannesberg
- Brandl–Alter Markt–Schlag
- Hauptbahnhof–Alter Markt–Schlag

Die Strecke Brandl–Reinowitz wurde seit 1904 nur im Güterverkehr befahren.

### Betrieb

Endstelle Johannesberg mit abfahrbereitem Zug nach Reichenau (vor 1919)

Nach dem Zerfall Österreich-Ungarns infolge des Ersten Weltkrieges lag Gablonz auf dem Gebiet des neugegründeten Staates Tschechoslowakei, obwohl die Bevölkerung aufgrund des von Woodrow Wilson proklamierten Selbstbestimmungsrechtes der Völker ein Verbleib bei Österreich einforderte. Für den Bahnbetrieb bedeutete das trotz geringem tschechischem Bevölkerungsanteils im Verkehrsgebiet die Einführung konsequenter Zweisprachigkeit, wobei die tschechische Sprache an erster Stelle stehen musste. So wurden etwa die Zielschilder an den Straßenbahnzügen entsprechend ergänzt.
Die Stadtgemeinde Gablonz erwarb am 5. Dezember 1922 die Mehrheit der Aktien. Die Gesellschaft firmierte fortan als Gablonzer Verkehrsgesellschaft A.G. – Gablonzer Elektrische Bahnen (Jablonecká dopravní společnost a.s. – Jablonecké elektrické dráhy). Im Eigentum der Stadt begann am 1. August 1924 die vollständige Erneuerung der Gleise, die nun aluminothermisch lückenlos verschweißt wurden. Enge Gleisbögen wurden dabei aufgeweitet und mit Übergangsbögen versehen. Die Triebfahrzeuge wurden sukzessive mit modernen Scherenstromabnehmern ausgerüstet, nach dem bereits 1918 die Stangen- durch Bügelstromabnehmer ersetzt worden waren. In jene Zeit fielen auch erste Planungen zum Bau einer neuen Strecke nach Reichenberg, um beide in Meterspur gebauten Netze zu verbinden.
Am 28. September 1926 trat mit der Inbetriebsetzung neuer Fahrzeuge ein neuer Fahrplan mit kürzeren Fahrzeiten in Kraft. Zwischen Gablonz, Alter Markt und Reichenau gab es nun Eilfahrten mit nur einem Zwischenhalt in Kukan, die den Anschluss an den Schnellzug von und nach Prag herstellten.
Im März 1928 beschloss der Stadtrat den Neubau der Strecke zum Bahnhof, der bis September 1928 realisiert war. Die Wagen der Linie nach Schlag begannen nun stets am Bahnhof, die Endstelle Brandl wurde nur noch mit einigen wenigen Pendelfahrten im Anschluss zu den Zügen der ČSD bedient.
Liniennetz ab 1. September 1929
| Linie | Verlauf | Takt   |
| ----- | --- | ------ |
| 1     | Reichenau – Puletschnei – Kukan – Wiener Straße – Alter Markt – Grünwald – Reinowitz – Johannesberg Rychnov – Pulečný – Kokonín – Vídeňská – Staré náměstí – Mšeno – Rýnovice – Honsberk | 20 min |
| 2     | Haupt-Bahnhof – Hauptpost – Alter Markt – Schlag Hlavní nádraží – Hlavní Pošta – Staré náměstí – Paseky                                                                                  | 10 min |
| -     | Brandl – Hauptpost (Nur Pendelfahrten im Anschluss von und nach Zügen der ČSD) Brandl – Hlavní Pošta                                                                                     | –      |

Ab 1. Oktober 1938 lag das Sudetenland und damit auch Gablonz infolge des Münchner Abkommens auf deutschen Staatsgebiet. Am Tag der Besetzung der Stadt durch die Wehrmacht wurde das im Deutschen Reich übliche Rechtsfahrgebot im Straßenverkehr und damit auch bei der Straßenbahn eingeführt. Die tschechischen Beschilderungen verschwanden wieder. Am 1. Juni 1940 wurde der Personenverkehr zwischen Bürgerstraße, Krankenhaus und Brandl eingestellt, für den Güterverkehr blieb die Strecke allerdings in Betrieb. Pendelwagen bedienten fortan stündlich die Linie Hauptpost–Bürgerstraße.
Am 8. Mai 1945 fiel Gablonz wieder an die Tschechoslowakei und ein großer Teil der deutschböhmischen Bewohner der Stadt wurde bis 1948 des Landes verwiesen. Es galten fortan nur noch die tschechischen Namen.
Unter tschechischer Verwaltung begannen schon bald nach Kriegsende konkrete Planungen für den Bau der Strecke nach Liberec. Dafür wurden 1947 eine erste Vorkonzession ausgestellt und 1948 die Verkehrsbetriebe beider Städte administrativ vereinigt. Die Bauarbeiten an der neuen Trasse begannen 1950 von Jablonec aus. Am 16. November 1953 wurde der Abschnitt von Jablonec bis Proseč und am 15. Februar 1954 bis Vratislavice, kostel eröffnet. Am 1. Jänner 1955 war die Strecke vollständig als Linie 11 von Jablonec, Pražská bis Liberec, Fügnerova in Betrieb. Für den Betrieb der Linie 11 wurden sechs Umläufe benötigt, die anteilig von beiden Straßenbahnbetrieben gestellt wurden.
Liniennetz ab 1. Jänner 1955
| Linie | Verlauf                                                                                          |
| ----- | ------------------------------------------------------------------------------------------------ |
| 1     | Rychnov – Pulečný – Kokonín – Pražská – Mírové náměstí – Mšeno – Rýnovice – Janov                |
| 2     | Hlavní nádraží – Mírové náměstí – Paseky                                                         |
| 3     | Kokonín, výhybna – Pražská – Mírové náměstí – Mšeno (Verstärkungslinie in der Hauptverkehrszeit) |
| 11    | Pražská – Brandl – Proseč – Vratislavice – Liberec, Fügnerova                                    |

1957 fanden auf der Linie 11 Versuchsfahrten mit dem Prototyp der modernen, 2,50 Meter breiten Einrichtungswagen vom Typ Tatra T2 statt. In Vorbereitung des geplanten Linieneinsatzes auf der Line 1 erhielt 1958 die Endstelle Rychnov eine Wendeschleife und 1962 die Endstelle Janov ein Gleisdreieck. 1960 trennte man die 1948 vereinigten Verkehrsbetriebe beider Städte wieder in zwei eigenständige Betriebe auf. Die Infrastrukturgrenze auf der Überlandlinie 11 lag fortan an der Ausweiche Proseč.

### Niedergang und Stilllegung
Eine erste Reduzierung des Netzes gab es am 20. Februar 1959, als die Linie 2 zwischen Bahnhof und Paseky wegen verschlissener Gleise aufgegeben und durch eine städtische Autobuslinie ersetzt werden musste. Die Verstärkungslinie 3 zwischen Kokonín, výhybna und Mšeno wurde am 1. Juli 1963 eingestellt. Der Takt auf der Linie 1 zwischen Rychnov und Janov wurde nach dem Umbau einiger Ausweichen von 20 auf 30 Minuten gestreckt. Nach starken Schneefällen musste der Straßenbahnbetrieb am 31. März 1965 vollständig eingestellt werden. Als Ersatz verkehrten fortan Autobusse. In Betrieb blieb lediglich die Linie 11.
Seit dem 1. Januar 1970 werden die Fahrzeuge für den Betrieb der Überlandlinie ausschließlich von den Verkehrsbetrieben Liberec gestellt. Damit endete faktisch die Existenz der Straßenbahn Jablonec als eigenständiger Straßenbahnbetrieb. Die Verkehrsbetriebe Jablonec wurden zum 31. Dezember 1980 aufgelöst, den städtischen Busverkehr übernahm die ČSAD Ústí nad Labem.

### Weiterer Betrieb der Überlandlinie nach Liberec

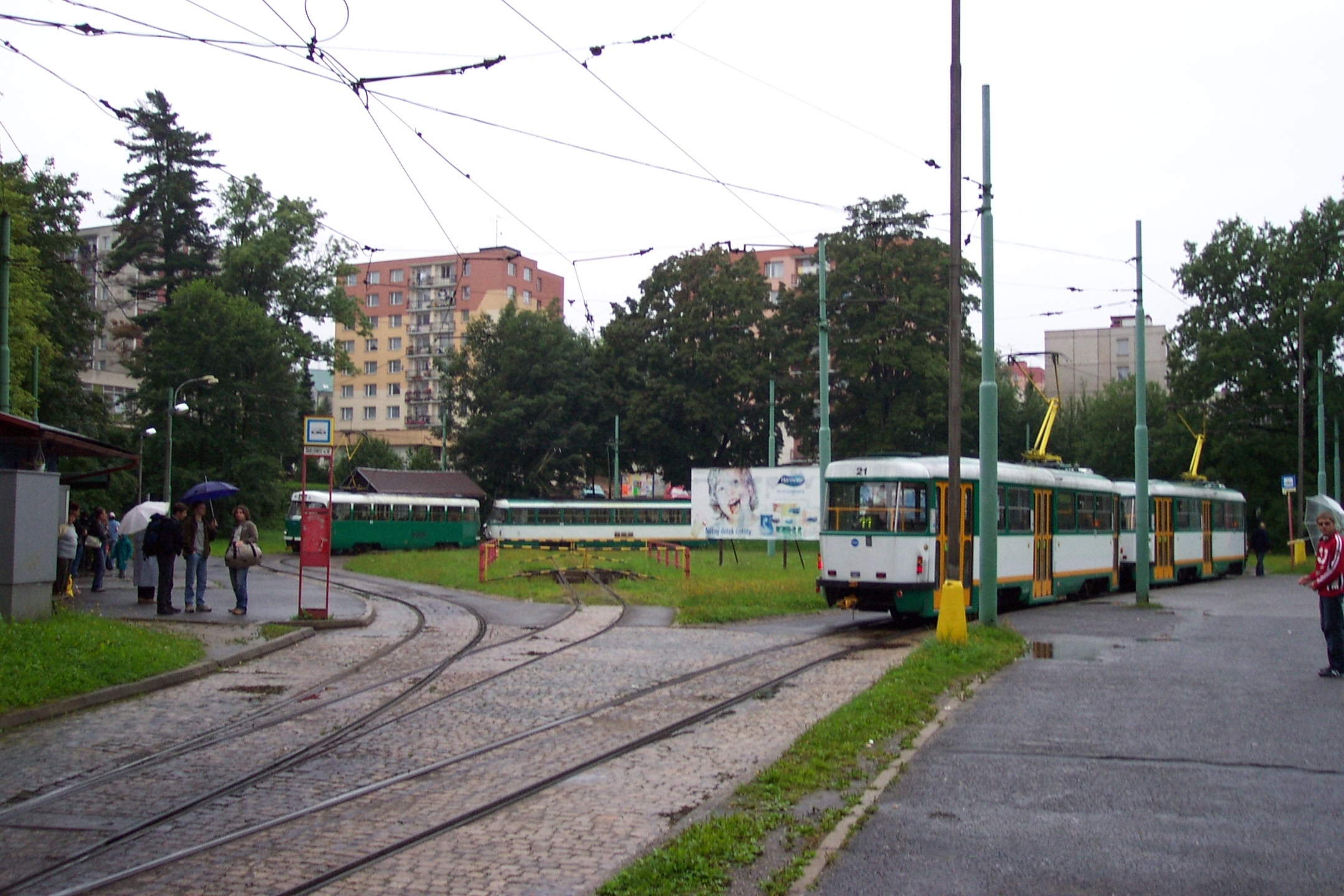
Die Endstelle Tyršovy sady wurde im Dezember 1976 in Betrieb genommen. (2005)

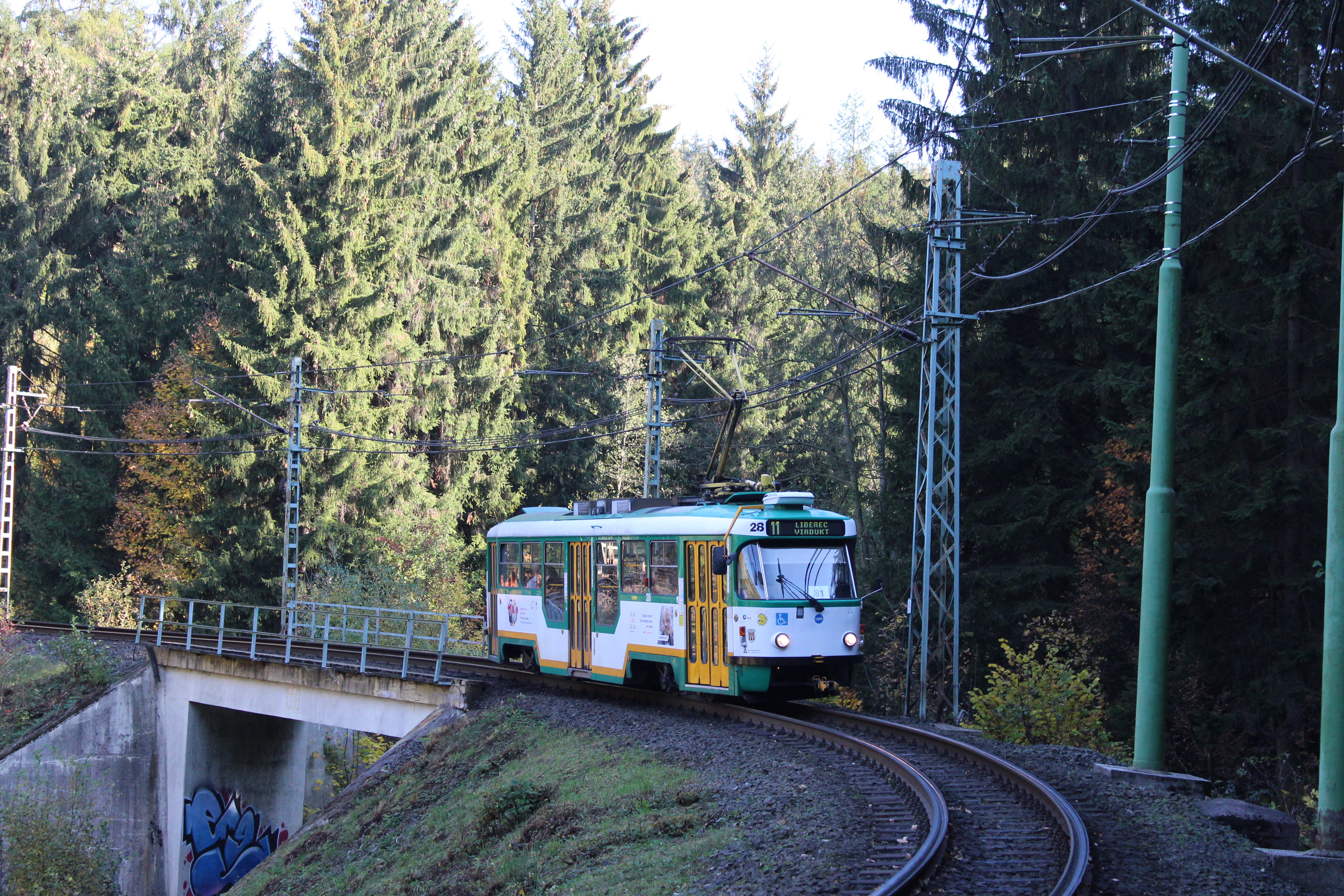
Überlandlinie bei Zelené Údolí. Der Niederflurwagen Tatra T3R.PLF der Linie 11 verkehrt in Richtung Liberec, viadukt. (2018)

Die Strecke der Linie 11 war Anfang der 1970er Jahre soweit verschlissen, dass eine umfassende Erneuerung notwendig wurde. Am 27. März 1972 wurde der Straßenbahnverkehr vorübergehend eingestellt. In den Folgejahren erhielt die Strecke auf den Abschnitten mit eigenem Bahnkörper einen Querschwellen-Oberbau und durchgehend eine neue Fahrleitung mit Kettenwerk, die höhere Fahrgeschwindigkeiten zulässt. In Jablonec wurde die bisherige Blockumfahrung mit dem Endpunkt in der Pražská durch die neue Wendeschleife Tyršovy sady ersetzt. Mit dieser Streckenverkürzung verschwanden auch die letzten noch befahrenen Gleisabschnitte der alten Gablonzer Straßenbahn. Am 29. Dezember 1976 ging die erneuerte Strecke wieder in Betrieb. Befahren wird sie seitdem ausschließlich mit Tatra-Einrichtungswagen.
Seit der samtenen Revolution im Jahr 1989 gab es immer wieder Bestrebungen, die Straßenbahnlinie wieder bis ins Stadtzentrum und darüber hinaus zu verlängern. Das mittlerweile obsolete Projekt Regiotram Nisa sah sogar eine Verknüpfung neuer Straßenbahnstrecken mit der Eisenbahn nach dem Tram-Train-System vor.
Seit 1990 wurden in Liberec die Straßenbahnstrecken auf Normalspur umgebaut. Seit 1. Mai 2024 ist die Strecke nach Jablonec durchgehend normalspurig in Betrieb.
Ein aktuelles Projekt sieht eine Verlängerung um 800 Meter durch die Soukenná und über den Unteren Markt (Dolní Náměstí) bis zu einem neuen Endpunkt an der Kamenná vor, wo ein neues Umsteigeterminal zwischen Straßenbahn, Überlandbusverkehr und Eisenbahn vorgesehen ist. Die Kosten von insgesamt 1,2 Milliarden Kronen sollen zum Großteil über ein Förderprogramm der Europäischen Union finanziert werden.

## Betriebshöfe
Gablonz, Wiener Straße / Jablonec, Pražská
In der Wiener Straße lag das zentrale Depot „Bahnhof Wiener Straße“ der Straßenbahn, dass während der Betriebsdauer mehrfach erweitert wurde. Für den Güterumschlag gab es einen Stückgutschuppen. 1926 wurde eine neue Werkstatt gebaut. Bis 1972 wurde das Depot noch für den Straßenbahnbetrieb genutzt, zuletzt nur noch ein Gleis zur nächtlichen Unterstellung der Züge der Straßenbahn Liberec. Heute dient es baulich unverändert als Bus-Betriebshof.
Johannesberg / Janov
Am Endpunkt Johannesberg existierte eine eingleisige Remise, in der zwei Wagen hintereinander Platz fanden. Der markante Fachwerkbau wurde nach der Betriebseinstellung abgerissen.
Seidenschwanz / Vrkoslavice
Die Wagenhalle in Seidenschwanz wurde 1929 gebaut. Sie hatte drei Gleise und wurde bis 1950 zur Unterstellung der elektrischen Lokomotiven und Güterwagen genutzt. Das Gebäude sowie Gleisreste im Außenbereich sind bis heute in desolatem Zustand vorhanden.

## Güterverkehr
Im Netz der Straßenbahn Jablonec nad Nisou wurde mit der Eröffnung des Umschlagplatzes Reichenau am 20. November 1902 auch ein reger Güterverkehr abgewickelt. Umladeanlagen wurden auch am Bahnhof Gablonz und in Brandl eingerichtet. Dafür standen zwei elektrische Lokomotiven und zeitweise bis zu 54 (!) Güterbeiwagen zur Verfügung. Öffentliche Ladestellen wurden 1903 in Seidenschwanz, Puletschnei, Kukan, Reinowitz und Johannesberg eingerichtet. Verschiedene Industriebetriebe waren auch mit Anschlussgleisen direkt angebunden.
Ab dem 1. Jänner 1904 übernahm die elektrische Kleinbahn auch die Postbeförderung für die Postämter im Bahngebiet, wofür die drei Postämter in Gablonz eigene Anschlussgleise erhielten. Auch für die Baustelle der Grünwalder Talsperre übernahm die Straßenbahn von 1906 bis 1909 den Materialtransport.
Die Einstellung des Güterverkehrs fällt in die Jahre nach dem Zweiten Weltkrieg, als infolge der Ausweisung der deutschsprachigen Bevölkerung ein gravierender wirtschaftlicher Niedergang einsetzte. Der Postverkehr wurde schon im Mai 1945 mit dem Kriegsende aufgeben, der verbliebene Gütertransport endete am 15. Februar 1954.

## Fahrzeuge

Wagen der Serie Nr. 1 bis 16 auf dem Alten Markt (vor 1918)

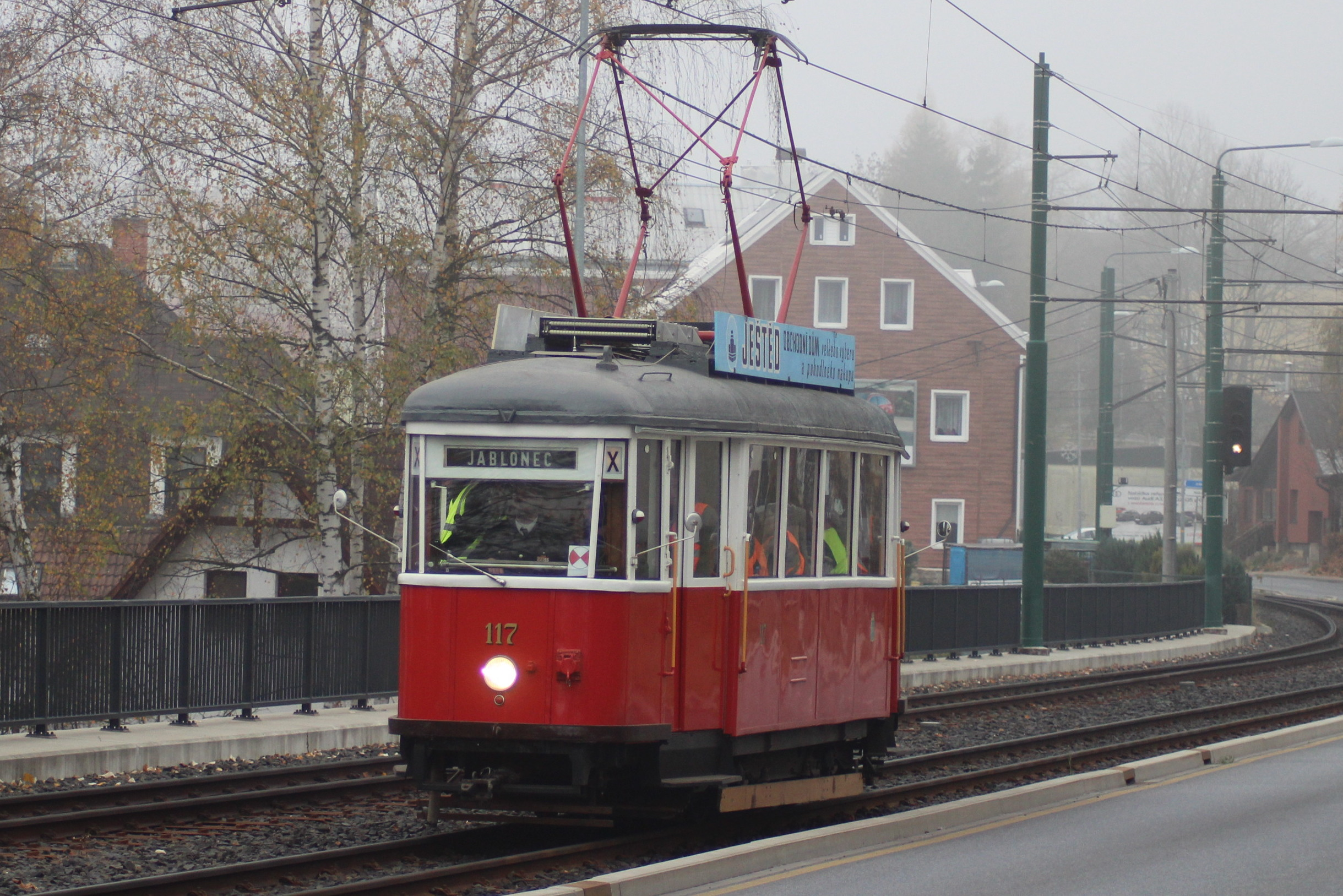
Wagen 117 des Typs 6MT, hier auf der Überlandlinie bei Vratislavice (2018)

Anfangs besaß die Gablonzer Straßenbahn 16 zweiachsige Triebwagen, fünf geschlossene und fünf offene (Sommer-)Beiwagen, die von der Grazer Waggonfabrik in den Jahren 1899 bis 1900 geliefert worden waren. Die Triebwagen hatten halboffene Plattformen und boten 32 Fahrgästen Platz. Sechs Wagen erhielten 1930 neue Wagenkästen von Ringhoffer. Bis Ende der 1950er Jahre wurden die Wagen ausgemustert.
Die Grazer Waggonfabrik lieferte 1902 weitere vier Triebwagen mit stärkeren Motoren und größerem Achsstand, die aber sonst weitgehend der ersten Serie glichen. 1920 mit stärkeren Motoren ausgerüstet, wurden sie bis in die 1950er Jahre eingesetzt.
Ringhoffer in Prag baute 1925/26 zehn und 1930 noch einmal zwei Triebwagen sowie vier Beiwagen. Die Triebwagen besaßen vollständig geschlossene Plattformen und eine deutlich höhere Leistung. Die Triebwagen der Lieferung von 1930 waren als Besonderheit mit freien Lenkachsen für einen besseren Bogenlauf ausgerüstet. Sie wurden Anfang der 1960er Jahre ausgemustert.
Nach dem Zweiten Weltkrieg wurde der Fahrzeugpark ab 1952 mit acht zweiachsigen Straßenbahntriebwagen des Typs Tatra 6MT erneuert, die von der Waggonfabrik Česká Lípa geliefert wurden. Weitere zwölf Wagen dieses Typs wurden 1959 von der Straßenbahn Most übernommen. Moderne vierachsige Wagen der Typen Tatra T2 und Tatra T3 erhielt Jablonec nicht mehr.

### Erinnerungskultur
Museal erhalten blieben der Triebwagen Nr. 117 des Typs 6MT sowie der Beiwagen Nr. 44 des Baujahrs 1930 als Exponate des Technischen Museums Brünn. Beide Wagen sind nach einer Aufarbeitung wieder betriebsfähig und langfristig an den Verein Boveraclub in Liberec verliehen. Darüber hinaus blieb ein geschlossener Güterwagen erhalten, der in den 1930er Jahren zum Turmwagen für die Fahrleitungsmontage umgebaut worden war. 1965 nach Liberec abgegeben, gehört er dort bis heute zum Betriebsbestand.